# Atyasevói járás
Az Atyasevói járás (oroszul Атяшевский район, erza nyelven Отяжбуе, moksa nyelven Атяшевань район) Oroszország egyik járása Mordvinföldön. Székhelye Atyasevo.

## Népesség
- 1989-ben 27 220 lakosa volt.
- 2002-ben 22 889 lakosa volt.
- 2010-ben 20 161 lakosa volt, melynek 84,7%-a mordvin, 14,6%-a orosz.